# Allan Woodman

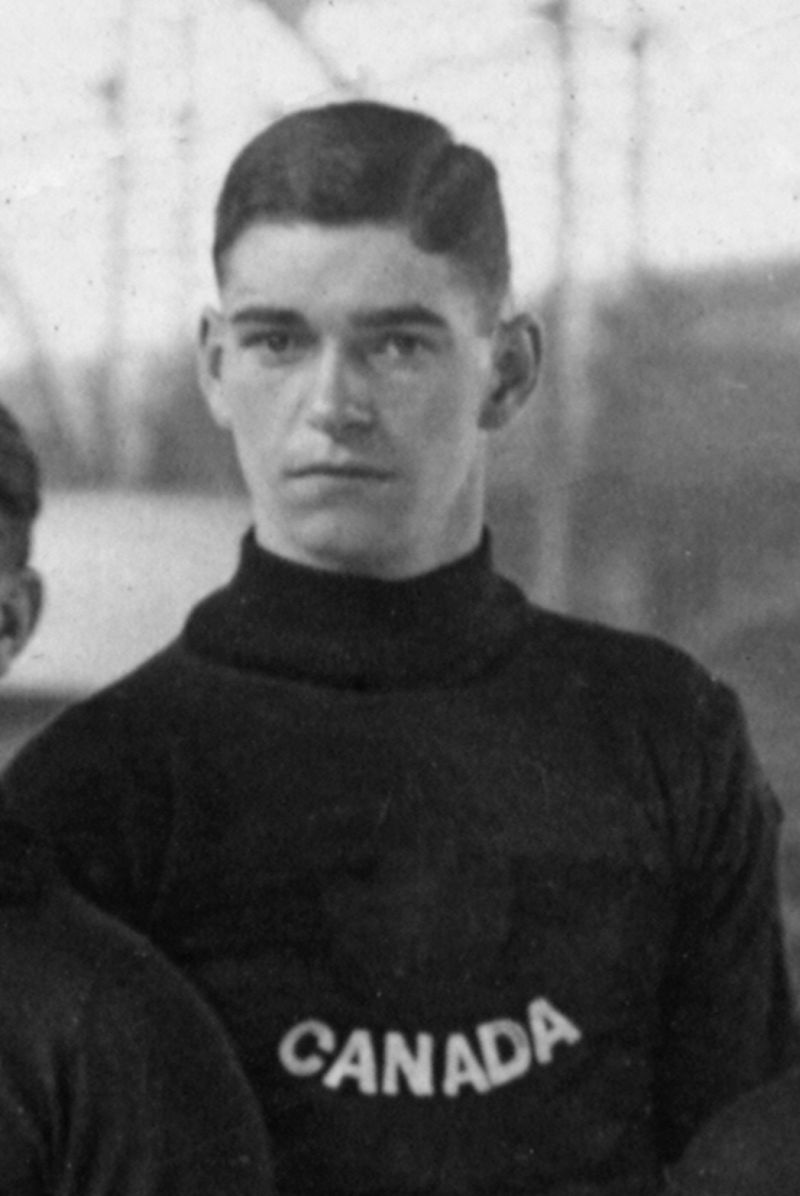
Allan Woodman (1920)

Allan Charles „Huck“ Woodman (* 11. März 1899 in Winnipeg, Manitoba; † 17. März 1963 ebenda) war ein kanadischer Eishockeyspieler.
1920 gewann Woodman im Team der Winnipeg Falcons den Allan Cup, die kanadische Amateur-Eishockeymeisterschaft. Daher vertraten die Falcons Kanada bei den Olympischen Sommerspielen 1920 in Antwerpen. Mit der kanadischen Nationalmannschaft, die sich aus ebendiesen Spielern der Winnipeg Falcons zusammensetzte, gewann er die Goldmedaille im olympischen Eishockeyturnier.

## Erfolge und Auszeichnungen
- 1920 Allan-Cup-Gewinner mit den Winnipeg Falcons
- 1920 Goldmedaille bei den Olympischen Sommerspielen